# 同志社グリークラブ
同志社グリークラブ（どうししゃグリークラブ）は、同志社大学の学生により構成される1904年設立の男声合唱団である。重厚な歌声に定評がある。かつては関西学院グリークラブとともに学生合唱コンクールの常連優勝クラブであった。

## 歴史
1904年（明治37年）、聖歌隊として発足した。1911年、片桐哲が合唱団を改革統一し、同志社グリークラブと称した。
1935年（昭和10年）、創立60周年記念で、およそ3時間に及ぶ53曲から成るヘンデル作曲の「メサイア」の通し演奏を日本で初めて行った。初演会場となった栄光館（1932年完成）は、国の登録文化財となっている。英語が禁止された戦時下の1940年、神学部講師の森本芳雄が歌詞を日本語訳し、中止を逃れた。戦後の混乱期であった1946年に第3回のメサイア演奏会を実施した。1957年から1964年は人材難から中断されたが、その後復活、年の締めくくりに演奏会を行っている。
1974年（昭和49年）長井賞受賞。同賞の第1号受賞者となった。その後2005年（平成17年）にも再度同賞を受賞した。
同志社大学の創設者、新島襄生誕150年にあたる1993年（平成5年）には、学生、OBら約220人が新島が若き日に学んだアメリカのアーモスト大学を訪問した。
2011年に開校した同志社国際学院初等部・国際部の開校式では、小椋佳作曲の校歌を披露した。
全日本合唱コンクール全国大会には1948年（昭和23年）の第1回から出場していて、第10回（1957年）までに優勝3回。その後長くコンクールに出場しない時代が続いたが、2000年代に入り再度出場、6度の全国大会出場を果たしている。

## 主なディスコグラフィー
「合唱名曲コレクション」シリーズの発売元は東芝EMI。
- 合唱ベストカップリング・シリーズ 清水脩 / 山に祈る（日本伝統文化振興財団）
- 合唱名曲コレクション25 新実徳英「ことばあそびうたII」を担当。
- 合唱名曲コレクション27 尾崎喜八の詩から - 多田武彦「北陸にて」を担当。
- 合唱名曲コレクション28 雪明りの路 - 多田武彦「冬の日の記憶」を担当。
- 合唱名曲コレクション29 わがふるき日のうた - 多田武彦「わがふるき日のうた」「海に寄せる歌」「北国」を担当。
- 合唱名曲コレクション30 最上川舟唄 - 福永陽一郎編曲「おてもやん」など5曲を担当。
- 合唱名曲コレクション32 グリークラブアルバム第1集 - 5曲を担当。
- 合唱名曲コレクション33 グリークラブアルバム第2集 - 3曲を担当。
- 合唱名曲コレクション36 グリークラブアルバム第3集 - 5曲を担当。
- 合唱名曲コレクション37 グリークラブアルバム第4集 - 6曲を担当。
- 雪と花火 多田武彦男声合唱作品集（ジョヴァンニ） - 「中勘助の詩から」を収録。
- 帆を上げよ、高く 信長貴富男声合唱作品集II（ジョヴァンニ） - 「帆を上げよ、高く」「Fragments」を収録。後者は、横浜国立大学グリークラブ・北海道大学合唱団・信州大学グリークラブとの合同演奏。
- 日本の合唱 上（ビクター） - 石井歓「枯木と太陽の歌」を関西学院グリークラブとともに演奏。LP。

## 主な初演作品
- 池辺晋一郎 - GLORIA
- 石丸寛 - 新川和江の三つの詩
- 大中恩 - わが歳月
- 渋谷和彦 - Missa alla Capella
- 多田武彦 - 雪と花火
- 信長貴富 - 帆を上げよ、高く
- 福永陽一郎 - 冬の森 / 南風の歌 / 夜の扉
- 松下耕 - minimal
- 松波千映子 - クリスマスの夜に / さびしがりやのサンタクロース
- 南安雄 - 子供の詩による男声合唱曲集
- 湯山昭 - 宝石（福永陽一郎編曲）

## 主なOB
名指揮者を輩出しており、浅井敬壹は、1963年にアマチュア合唱団「京都エコー」を設立、1999年に、全日本合唱コンクールで20年連続金賞という金字塔を樹立している。
- 大中寅二 - 作曲家
- 日下部吉彦 - 音楽評論家[1]
- 浅井敬壹 - 合唱指揮者[1]
- 井阪紘 - レコードプロデューサー[1]
- 伊東恵司 - 合唱指揮者[1]、現在技術顧問。